# Raphaël Guízar Valencia
Pour les articles homonymes, voir Saint Raphaël.
Raphaël Guizar Valencia (Cotija, 26 avril 1878 - Mexico, 6 juin 1938) est un évêque catholique mexicain de Veracruz. Il organisa des centaines de missions populaires, pour lesquelles il fut menacé de mort par le gouvernement anticlérical. Exilé, c'est à son retour qu'il devient évêque de Veracruz-Xalapa. Il fonde un séminaire, lance des missions et acquiert le surnom d'« évêque des pauvres » en raison de ses œuvres en leur faveur. Il est vénéré comme saint par l'Église catholique.

## Biographie

### Enfance et vocation
Raphaël Guizar Valencia est né à Cotija, près de La Paz, le 26 avril 1878 au sein d'une riche famille de propriétaires terriens qui ont onze enfants. L'un de ses frères deviendra également évêque.
Orphelin à l'âge de neuf ans, il entre au séminaire de Cotija en 1891, et continue ses études au séminaire de Zamora. Il est ordonné prêtre le 1er juin 1901.

### Mexique
Il effectue de nombreuses missions populaires : dès 1903, il fonde les Sœurs missionnaires de l'Espérance, ouvre une école pour les filles pauvres, et deux institutions pour les garçons, afin d'y susciter des vocations sacerdotales. Grand prédicateur, son enthousiasme lui vaut le titre de « missionnaire apostolique » décerné en 1905 par le pape Pie X. Parallèlement, il est nommé directeur spirituel du séminaire de Zamora.
Le Mexique est alors en pleine révolution, et le gouvernement maçonnique en place est athée et anticlérical, ce qui occasionne de nombreuses persécutions. Le Père Raphaël Guizar fonde un journal catholique, journal que les révolutionnaires ne tardent pas à supprimer, et une imprimerie à Mexico. 
Il reçoit de nombreuses menaces de mort, et entre dans la clandestinité pour poursuivre son apostolat. Se déguisant en médecin, il visite les malades. Jouant de l'accordéon, il attire les foules et leur enseigne l'Évangile. Il accompagne aussi l'armée révolutionnaire de Zapata, incognito, déguisé en marchand ambulant, pour soulager les blessés et administrer les sacrements. Par deux fois, le gouvernement le condamne à mort.

### L'exil
Raphaël Guízar Valencia s'exile en 1915, aux États-Unis puis au Guatemala, où il exerce son apostolat, puis à Cuba où il prêche 153 missions entre 1917 et 1919. Sa prédication est basée sur un catéchisme qu'il a composé lui-même, et cette méthode a été qualifiée par Benoît XVI de « manière la plus adaptée pour évangéliser les populations ».
C'est en août 1919, alors qu'il prêche à La Havane, qu'il apprend sa nomination en tant qu'évêque de Veracruz. Sa première réaction est de fuir vers la Colombie mais il finit par revenir et par accepter cette nouvelle charge. Il reçoit la consécration épiscopale dans la cathédrale de La Havane, le 30 novembre 1919 et retourne au Mexique.

### L'évêque des pauvres
Dès son arrivée dans son diocèse, il fait face aux conséquences d'un tremblement de terre qui touche durement la population. Il rouvre le séminaire de Xalapa, fermé par le gouvernement : 
« À un évêque peut manquer la mitre, la crosse et même la cathédrale, mais il ne peut jamais manquer de séminaire, car du séminaire dépend l'avenir de son diocèse. »
Les persécutions reprennent avec l'arrivée au pouvoir du président Plutarco Elías Calles, qui ferme de nouveau le séminaire. Mgr Guizar envoie alors ses séminaristes à Mexico ou réussit à les former dans la clandestinité.
Il parcourt le territoire de son diocèse à dos d'âne, vivant très pauvrement, n'acceptant aucun don ou les redistribuant aux pauvres. Le pape Benoît XVI dit de lui que :
« Sa charité vécue à un degré héroïque lui vaut d'être appelé l'évêque des pauvres. »

### La fin de sa vie
Le 24 mai 1929, le gouvernement semble prêt à dialoguer, et Mgr Raphaël Guizar Valencia accepte de négocier un règlement pacifique, demandant la prière de tous ses fidèles. Un règlement provisoire voit le jour le 22 juin 1929, mais n'empêche pas les persécutions de reprendre.
Le gouverneur de Veracruz décrète qu'il est autorisé de tirer sur l'évêque sans hésitation. Pour éviter que quelqu'un ne le fasse et en porte la responsabilité, l'évêque se présente en personne au gouverneur, qui, stupéfait, le laisse repartir libre.
Il continue donc son ministère épiscopal, prêchant inlassablement les missions populaires, malgré une crise cardiaque qui ne l'interrompt que peu de temps. Il est pendant un temps le protecteur de Marcial Maciel Degollado, son petit-neveu, qui fonde quelques années plus tard la Légion du Christ.
Quand il sent sa fin arriver, se trouvant à Mexico, dans une modeste maison, il s'allonge sur le sol en signe d'humilité, et meurt le 6 juin 1938.

## Béatification - Canonisation

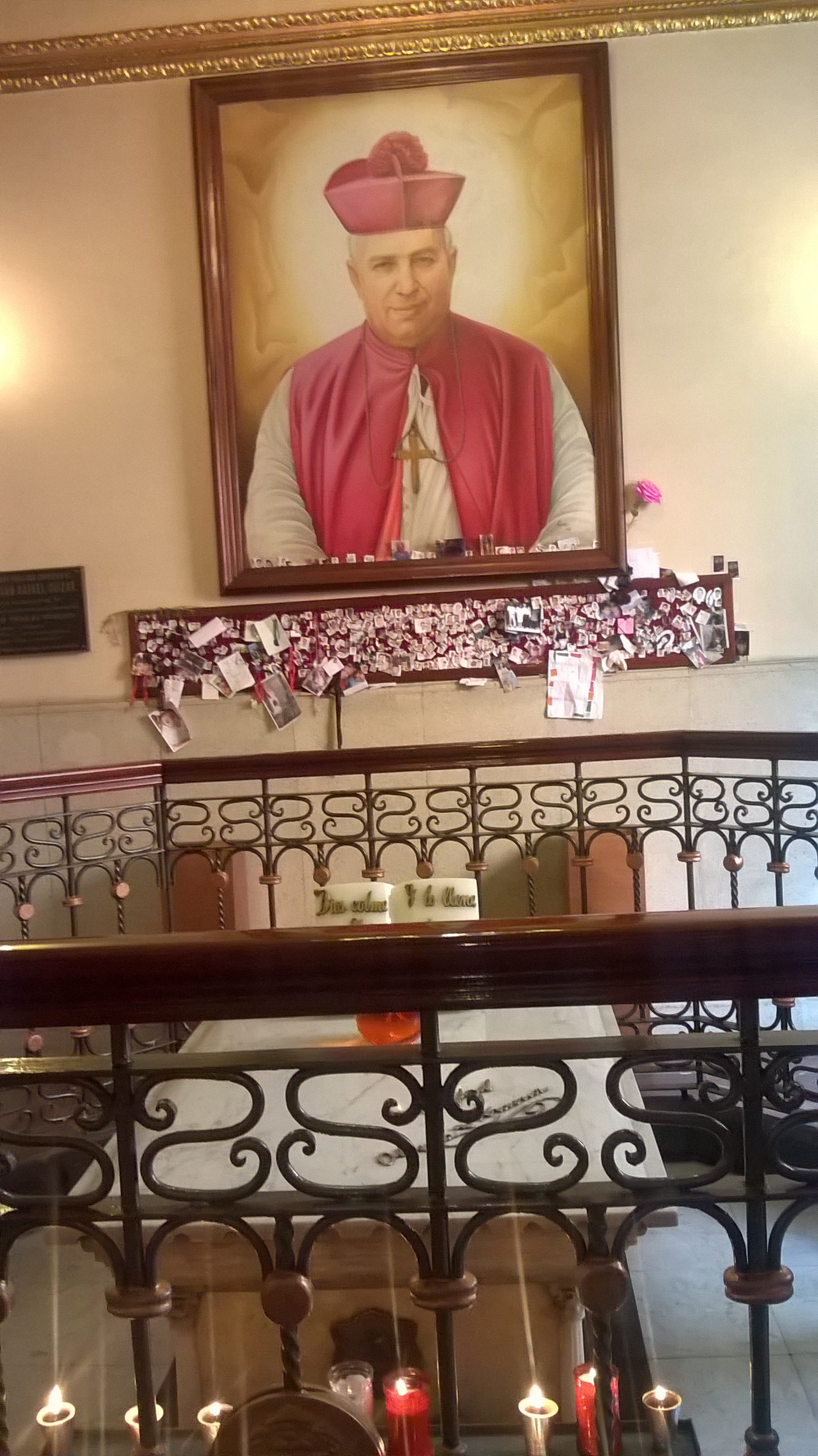
Tombe du saint dans la Cathédrale de Xalapa

Le 28 mai 1950, lors de l'exhumation de son corps pour la reconnaissance canonique, son corps est découvert parfaitement intact. 
Raphaël Guizar Valencia est 
- béatifié le 29 janvier 1995 par le pape Jean-Paul II,
- canonisé le 15 octobre 2006 par le pape Benoît XVI.

Sa fête a été fixée au 6 juin.

## Citation
Du pape Benoît XVI lors de la cérémonie de canonisation :
« Les saints, ont eu l’humilité et le courage de lui répondre ‘oui’, et ont renoncé à tout pour être ses amis, comme l’évêque mexicain Rafael Guízar y Valencia. »